# Traité de Saint-Pétersbourg de 1881
Pour les articles homonymes, voir Traité de Saint-Pétersbourg.

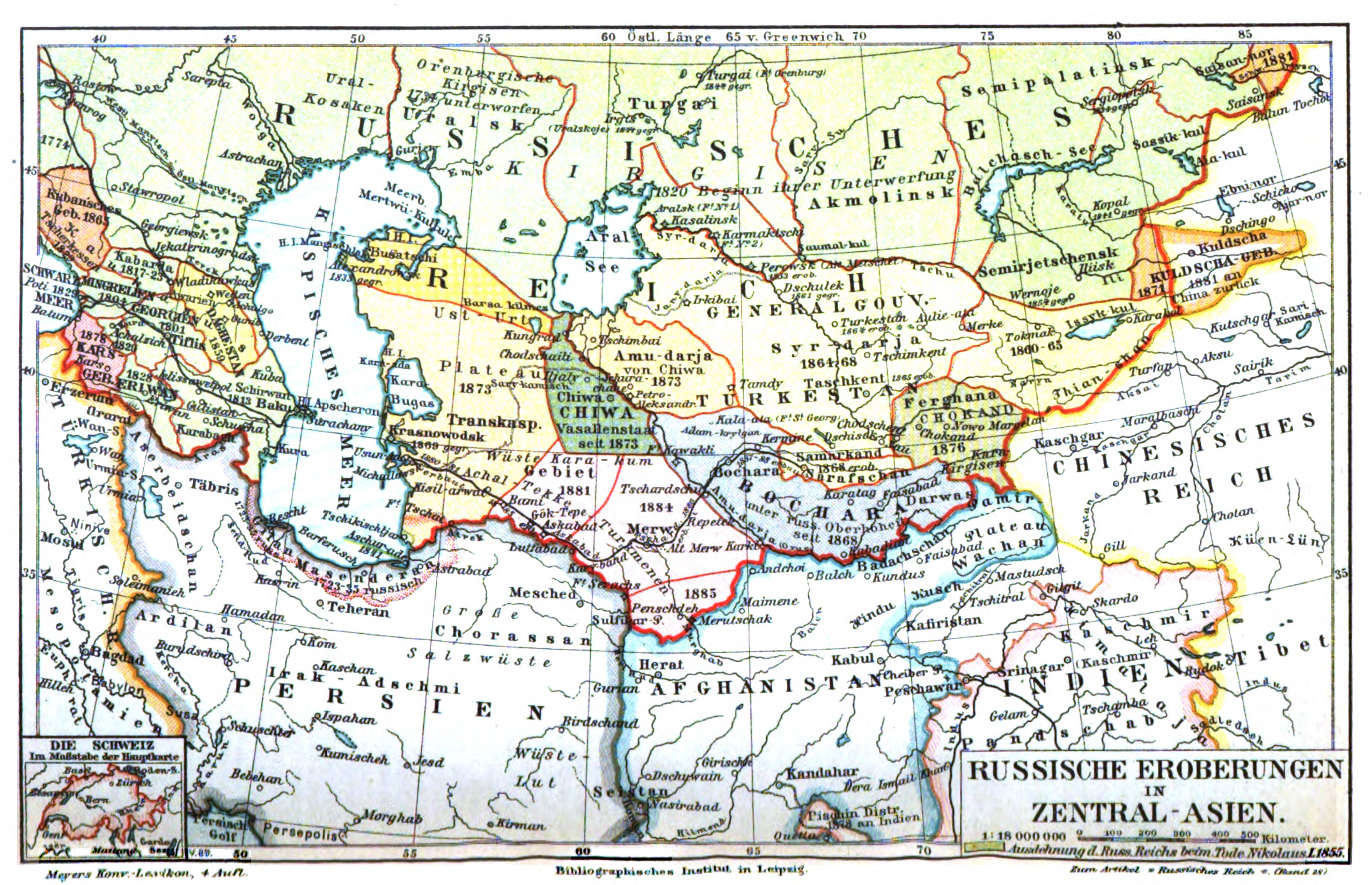
Carte des conquêtes russes en Asie centrale (1885-1890)

Le traité de Saint-Pétersbourg  est signé le 24 février 1881 (12 février du calendrier julien) entre la Russie et la Chine. La Russie restitue la région de l’Ili qu’elle occupe depuis 1871, mais enlève de vastes territoires à l’ouest de la rivière Khorgos soit plus de 70 000 km2[réf. nécessaire]. La Russie est autorisée à établir des consulats à Turfan et Suzhou.
Ce traité aura des conséquences au XXe siècle dans le conflit territorial opposant l'URSS et la Chine au sujet du Xinjiang ou Turkestan chinois.